# Lian
En lian är en förvedad klätterväxt. Den börjar som en buske på marken och växer uppåt mot trädkronorna. Begreppet beskriver endast växtsättet och är inte ett taxonomiskt begrepp. Olika lianer behöver alltså inte vara nära besläktade.

## Egenskaper
Man skiljer ibland mellan egentliga lianer och lianer i stort. Det första syftar då främst på arter som förekommer i tropiska regnskogar, medan det sistnämnda inkluderar alla möjliga förvedade klätterväxter.
Ofta växer lianer upp i träd för att nå trädkronorna för att få så mycket ljus som möjligt. Lianer bildar ibland broar mellan träden och kan på så sätt binda samman hela skogen och ge djur som lever i träden möjlighet att förflytta sig. Det är dock ovanligt att en lian hänger fritt, med möjlighet att kunna "svinga sig i lianen".
Lianer finns framförallt i tropiska regnskogar, men det förekommer även lianer i tempererade områden. Till de få lianer som växer vilt i Sverige hör bland andra besksöta, vildkaprifol, murgröna och skogsklematis.
Lianer har i allmänhet en negativ inverkan på annan växtlighet. De tävlar med träden om solljus och näringsämnen, orsakar sämre tillväxt och reproduktion, och nöter dessutom på barken och gör sina värdträd mer fragila. De gör det dessutom lättare för lövätande djur att nå sin föda vilket också skadar träden. Genom att de binder samman flera träd kan de vara till stöd vid stormar, men kan samtidigt orsaka mer skada om ett träd ändå faller. Träd på vilka lianerna inte får fäste har därför ett övertag och vissa trädsorter har utvecklat sådana egenskaper.

## Listning av lianer (urval)
Lianer finns i många olika växtfamiljer. I bland annat följande ordningar, familjer och släkten finns lianer:
- Ardisiaväxter (Myrsinaceae)
- Benvedsväxter (Celastraceae)
- Blågullsväxter (Polemoniaceae)
- Clusiaväxter (Clusiaceae)
- Jungfrulinsväxter (Polygalaceae)
- Kinesträdsväxter (Sapindaceae)
- Klematissläktet (Clematis)
- Korgblommiga växter (Asteraceae)
- Nässelväxter (Urticaceae)
- Oleanderväxter (Apocynaceae)
- Pandanales
- Poales
- Ranunkelväxter (Ranunculaceae)
- Slideväxter (Polygonaceae)
- Strävbladiga växter (Boraginaceae)
- Syrenväxter (Oleaceae)
- Tibastväxter (Thymelaeaceae)
- Triftväxter (Plumbaginaceae)
- Törelväxter (Euphorbiaceae)
- Vindeväxter (Convolvulaceae)
- Vinväxter (Vitaceae)